# Kuroneko Chelsea
Kuroneko Chelsea (яп. 黒猫チェルシー Куронэко Теруси:) — японская рок-группа, образованная в 2007 году в Кобэ (префектура Хёго) четырьмя музыкантами, которые до сих пор являются участниками группы. В музыке сочетаются элементы гаражного рока и фанковых ритмов. Несмотря на первоначально узкую целевую аудиторию, группа смогла добиться известности и поддержки крупного лейбла.

## История группы
- 2007, март — формирование группы.
- 2008 — появление на Nippon Television в вечернем шоу.
- 2009 — переезд группы в Токио, 8 апреля вышел EP 黒猫チェルシー (Kuroneko Chelsea). Сатоси озвучил автора в фильме 色即ぜねれいしょん (Iro Soku ze ne Reason, Почему правда сияет?).
- 2010 — дебют в передаче Music Japan при поддержке Sony Music Associated Reccords.

## Участники
- Сатоси Хироси Ватанабэ (яп. 渡辺大知) (1990, 8 августа) — вокал
- Сава Рюдзи (яп. 澤竜次) (1990, 11 декабря) — гитара
- Мията Такэси (яп. 宮田岳) (1991, 1 февраля) — бас-гитара
- Кэйсукэ Окамото (яп. 岡本啓佑) (1990, 21 октября) — ударные

## Дискография
EP
1. 黒猫チェルシー (Kuronko Chelsea) （8 апреля 2009）
2. All de Fashion (All from Fashion) （2 декабря 2009）

Студийные альбомы
1. 猫Pack (Neko Pack) （26 мая 2010）

Сторонние проекты
1. «69★TRIBE» Cupid Honey Traps Compiled by YOU-DIE!!! （1 мая 2009）
2. どうしようかな (Dou Shiyou Kana) （Ватанабэ, 8 июля 2009）
3. THIS IS FOR YOU 〜THE YELLOW MONKEY TRIBUTE ALBUM （9 декабря 2009）
4. Ao no Rarabai  (37 закрывающая композиция Наруто)